# Sparre af Sundby
Sparre af Sundby är en utslocknad svensk grevlig ätt, utgrenad ur friherrliga ätten Sparre.
Ätten uppstod då riksrådet, fältmarskalken med mera Erik Sparre (1665–1726; son till landshövdingen Axel Carlsson Sparre) den 17 april 1719 upphöjdes i grevlig värdighet. Hans ätt introducerades samma år på Riddarhuset under nummer 63.
Grevliga ätten Sparre af Sundby utgick på svärdssidan redan med Eriks son, överståthållaren Axel Wrede-Sparre (1708–1772), gift med Augusta Törnflycht, samt på spinnsidan med dennes dotter, statsfrun Lovisa Augusta Sparre, gift Meijerfeldt (1745–1817).